# Lucien Tainguy
Lucien Tainguy (Parigi, 10 agosto 1881 – Baychester, Bronx, febbraio 1971) è stato un direttore della fotografia francese.
Nel 1902, all'età di 21 anni, diresse la fotografia di Viaggio nella Luna di Georges Méliès.

## Filmografia
- Viaggio nella Luna (Le Voyage dans la lune), regia di Georges Méliès - cortometraggio (1902)
- Cleopatra, regia di Charles L. Gaskill - cortometraggio (1912) - non accreditata
- Arizona, regia di Augustus Thomas (1913)
- Checkers, regia di Augustus Thomas (1913)
- Michele Regan lo sfruttatore (The Boss), regia di Émile Chautard (1915)
- The Rack, regia di Émile Chautard (1915)

- Friday the 13th, regia di Émile Chautard (1916)
- The Heart of a Hero, regia di Émile Chautard (1916)
- All Man, regia di Émile Chautard (1916)
- The Man Who Forgot, regia di Émile Chautard (1917)
- A Hungry Heart, regia di Émile Chautard (1917)
- The Web of Desire, regia di Émile Chautard (1917)
- The Family Honor, regia di Émile Chautard (1917)
- Forget-Me-Not, regia di Émile Chautard (1917)
- Beloved Adventuress, regia di William A. Brady e, non accreditati, George Cowl e Edmund Lawrence (1917)
- The Corner Grocer, regia di George Cowl (1917)
- The Good for Nothing, regia di Carlyle Blackwell (1917)
- The Beautiful Mrs. Reynolds, regia di Arthur Ashley (1918)
- His Royal Highness, regia di Carlyle Blackwell (1918)
- The Purple Lily, regia di Fred Kelsey (1918)
- Leap to Fame, regia di Carlyle Blackwell (1918)
- The Interloper, regia di Oscar Apfel (1918)
- Tinsel, regia di Oscar Apfel (1918)
- Merely Players, regia di Oscar Apfel (1918)
- Hitting the Trail, regia di Dell Henderson (1918)
- The Sea Waif, regia di Frank Reicher (1918)
- Love in a Hurry, regia di Dell Henderson (1919)

- The Echo of Youth, regia di Ivan Abramson (1919)
- Mandarin's Gold, regia di Oscar Apfel (1919)

- Courage for Two, regia di Dell Henderson (1919)
- Hit or Miss, regia di Dell Henderson (1919)
- The Scar, regia di Frank Hall Crane (1919)
- Il ballerino sconosciuto (The Love Cheat), regia di George Archainbaud (1919)

- A Damsel in Distress, regia di George Archainbaud (1919)
- In Walked Mary, regia di George Archainbaud (1920)
- The Shadow of Rosalie Byrnes, regia di George Archainbaud (1920)
- What Women Want, regia di George Archainbaud (1920)
- Bufere nordiche (The North Wind's Malice), regia di Paul Bern e Carl Harbaugh (1920)
- Diane of Star Hollow, regia di Oliver L. Sellers (1921)
- God's Country and the Law, regia di Sidney Olcott (1921)
- The Girl from Porcupine, regia di Dell Henderson (1921)